# Piedrabuena
Piedrabuena è un comune spagnolo di 4 624 abitanti situato nella comunità autonoma di Castiglia-La Mancia.